# Запорошки козаци
Запорошки козаци били су сталеж слободних људи и војника у Пољско-литванској унији и Руском царству од 16. до 18. века. Њихова војна организација, смештена на Дњепру у данашњој Украјини, називала се Козачки Хетманат или, званично, Запорошка војска.

## Увод
Сталеж козака настао је током 15. и 16. века у јужним пограничним областима Пољске, Литваније и Русије, у долинама Дона и Дњепра, које су биле изложене сталним нападима Татара из црноморских степа. Зависних сељаци из Пољске, Украјине и Русије бежали је од господара у ове ненасељене крајеве тражећи слободу, и бранећи се од Татара формирали су ратничке дружине, које су живеле од земљорадње, риболова и пљачке.

## Запорошка Сича
Главно козачко упориште у Украјини била је Запорошка Сича на Дњепру, утврђена варошица смештена на острву Хортици испод катаракта ("прагова") Дњепра, отуда назив Запорошци ("иза прагова") за све украјинске козаке.

## У служби Пољске
Ширењем Пољске и Литваније у 16. веку, украјински козаци су пали под власт Пољске. Пољски краљ Стефан Батори је 1559. укључио козаке у редовну војску: 6.000 редовних козака добијали су слободу, земљу и плату од краља, док је далеко већи број ступио у службу пољских великаша као градски козаци.
Сама Запорошка Сича, на самој граници према Татарима, постала је вазална војничка република, која је званично признавала власт пољског краља.
Запорошка војска на челу са хетманом Петром Конашевич-Сахајдачним борила се верно на страни Пољске у Пољско-руском рату (1605—1618) и Пољско-османском рату (1620-1621).

## Устанци против Пољске
У току дуге владавине Сигисмунда III расте незадовољство козака у Пољско-литванској унији, углавном из два разлога:
- ширење феудалних поседа у Украјини, чији су власници настојали да све "нередовне" козаке претворе у кметове, уз стално смањивање броја "редовних" козака од стране Сејма.
- опадање толеранције према православној вери и насилно покатоличавање и превођење на црквену унију.[1]

Незадовољство козака испољило се у устанцима хетмана Наливајка (1596), Пављука (1637) и Остранице (1638), који су угушени у крви, и кулминирало у победничком устанку Богдана Хмељницког (1648).

## Козачки Хетманат
Устанак Богдана Хмељницког 1648. ослободио је Украјину пољске власти и успоставио аутономну козачку државу у Украјини споразумом у Збориву (1649), која је до 1654. формално признавала власт Пољске, а од 1654. до 1764. Руског царства.

## Организација и тактика
Запорошка војска била је подељена у курење (пукове), под управом изабраних старешина (курењски атамани) које је постављала козачка Рада - скупштина свих слободних козака. Старешине читаве војске били су Кошеви атаман у миру и Хетман запорошке војске у рату: бирала их је козачка скупштина и указом потврђивао пољски краљ.
Сви запорошки козаци били су наоружани ватреним оружјем, и борили су се као пешадија (мускетари) или лака коњица (драгони).

## У култури и књижевности
Запорошка Сича и козаци описани су у романима "Огњем и мачем" Хенрика Сјенкјевича и "Тарас Буљба" Николаја Гогоља. Оба дела су више пута екранизована.